# ФИФА
Међународна федерација фудбалских асоцијација (фр. Fédération Internationale de Football Association), позната по свом акрониму ФИФА (од фр. FIFA), међународно је владајуће тело удружења светског фудбала. Седиште јој је у Цириху, Швајцарска, а њен тренутни председник је Швајцарац италијанског порекла Ђани Инфантино. Фифа је одговорна за организацију и вођење највећих фудбалских међународних такмичења, најважније од свих светско првенство, које се одржава од 1930. године. Фифа има 211 чланова, што је 17 више од Уједињених нација и 6 више од Међународног олимпијског комитета, док има 3 мање од Међународне асоцијације атлетских федерација.
Она наводи низ циљева у организационим статутима, укључујући ширење фудбалског савеза на међународном нивоу, пружање напора да се осигура и учини доступним свима, и залагање за интегритет и фер плеј. Организација је одговорна је за координацију и промоцију великих међународних турнира у фудбалу, посебно Светског купа који је отпочело 1930. и Светског првенства за жене које је отпочело 1991. Иако сама ФИФА не поставља правила игре, то је одговорност Одбора Међународног фудбалског савеза чији је ФИФА члан, она примењује и спроводи правила у свим ФИФА такмичењима. Сви ФИФА турнири остварују приход од спонзорства; у 2018. ФИФА је имала приход од преко 4,6 милијарди америчких долара, завршивши циклус 2015–2018 са нето позитивним резултатом од 1,2 милијарде америчких долара, и имала је готовинске резерве од преко 2,7 милијарди долара.
Извештаји истраживачких новинара повезују ФИФА руководство са корупцијом, подмићивањем и лажирањем гласања у вези са избором председника ФИФА Сепа Блатера и одлуком организације да Светско првенство 2018. и 2022. додели Русији и Катару. Ове оптужбе довеле су до подизања оптужница против девет високих званичника Фифе и пет корпоративних руководилаца од стране америчког Министарства правде по оптужбама за рекетирање, жичану превару и прање новца. Швајцарске власти су 27. маја 2015. ухапсиле неколико званичника организације, за које су покренуле истовремену, али одвојену кривичну истрагу о томе како је организација додељивала Светско првенство 2018. и 2022. године. Очекује се да ће део ових званичника који су такође оптужени у Сједињеним Државама бити изручени како би се суочили са оптужбама и тамо. Етички комитет ФИФА суспендовао је многе званичнике, укључујући Сепа Блатера и Мишела Платинија.. Почетком 2017. године, појавили су се извештаји о томе да је председник ФИФА Ђани Инфантино покушавао да спречи реизборе оба председника етичког комитета, Корнела Борбелија и Ханса-Јоахима Екерта, током конгреса ФИФА у мају 2017. Дана 9. маја 2017, након Инфантиновог предлога, Савет ФИФА је одлучио да не обнови мандате Борбелија и Екерта. Заједно са председницима смењено је 11 од 13 чланова одбора.

## Структура
ФИФА је удружење основано под законима Швајцарске. Седиште јој је у Цириху.
Врховно тело организације је конгрес ФИФА, који је састављен од представника сваког придруженог члана. Конгрес се окупља на редовном заседању једном годишње, и додатно, ванредне седнице се одржавају једном годишње од 1998. Само конгрес може да донесе промену статута ФИФА.
Конгрес бира председника ФИФА, генералног секретара и остале чланове Фифиног извршног одбора. Председник и генерални секретар су главне функције ФИФА, а задужени су за свакодневну администрацију, коју спроводи Генерални секретаријат, са својим особљем који броји око 280 чланова. Извршни одбор ФИФА, којим председава председник, је главни орган који доноси одлуке организације у интервалима од Конгреса. ФИФА организациона структура се такође састоји од неколико других органа, у надлежности Извршног одбора или креирани од стране Конгреса као сталне комисије. Неки од њих су Одбор за финансије, Дисциплинска комисија, Судијски комитет итд.
Поред наведених институција постоји шест континенталних удружења која прате и надгледају развој фудбала у различитим континентима и регионима света. Национални савези, а не континенталне конфедерације, су чланови ФИФА. Континенталне конфедерације су предвиђене статутом ФИФА, а чланство у конфедерацији је предуслов за чланство у ФИФА.
- АФК — Азија
- КАФ — Африка
- КОНМЕБОЛ — Јужна Америка
- КОНКАКАФ — Северна, средња Америка и Кариби
- ОФК — Океанија
- УЕФА — Европа

Фудбалским правилима, која одређују начине игре, управља Међународни одбор фудбалских савеза (ИФАБ), којег чине четири представника ФИФА и по један представник фудбалских савеза Енглеске, Шкотске, Велса и Северне Ирске.

## Такмичења
Фифа, између осталих, организује следећа фудбалска такмичења:
Мушка такмичења
- Светско првенство
- Светско првенство до 20. године
- Светско првенство до 19. године
- Светско првенство до 17. године
- Куп конфедерација
- Светско клупско првенство
- Светско првенство у фудбалу на песку
- Светско првенство у футсалу

Женска такмичења
- Светско првенство за жене
- Светско првенство за жене до 20. године
- Светско првенство за жене до 17. године

Поред овога, Фифа промовише и унапређује фудбалску игру, регулише трансфере играча између тимова, додељује награду Златна лопта Фифа за најбољег играча године, и објављује ранг листу репрезентација сваког месеца и ранг листу женских репрезентација свака три.

## Председници
| Председник           | Националност       | Време          |
| Робер Герен          | Француска          | 1904-06 (2)    |
| Данијел Берли Вулфол | Британска          | 1906-18 (12)   |
| Жил Риме             | Француска          | 1921-54 (33)   |
| Рудолф Селдрејерс    | Белгијска          | 1954-55 (1)    |
| Артур Друри          | Британска          | 1956-61 (5)    |
| Сер Стенли Роуз      | Британска          | 1961-74 (13)   |
| Др. Жоао Авеланж     | Бразилска          | 1974-98 (24)   |
| Сеп Блатер           | Швајцарска         | 1998–2015 (17) |
| Ђани Инфантино       | Швајцарска/Италија | 2016–тренутно  |

## Историја
Потреба за јединственим телом које би надгледало фудбалски савез постала је све очигледнија почетком 20. века са све већом популарношћу међународних утакмица. Међународна фудбалска асоцијација (FIFA) је основана у позадини Савезa француских атлетских спортских друштава (USFSA) у улици Сант Oнорe 229 у Паризу 21. маја 1904. године. Француски назив и акроним се користе чак и ван земаља француског говорног подручја. Оснивачки чланови били су национални савези Белгије, Данске, Француске, Холандије, Шпаније (коју је представљао тадашњи Реал Мадрид ЦФ; Краљевски шпански фудбалски савез је основан тек 1913), Шведске и Швајцарске.
Такође, истог дана, Немачки фудбалски савез (DFB) је телеграмом објавио своју намеру да се придружи.
Први председник организације FIFA био је Роберт Герен. Герена је 1906. заменио Данијел Берли Вулфал из Енглеске, тада члан удружења. Први турнир који је организовала FIFA, фудбалско такмичење удружења за Олимпијске игре 1908. у Лондону било је успешније од својих олимпијских претходника, упркос присуству професионалних фудбалера, супротно основним принципима организације.
Чланство у FIFA проширило се изван Европе пријемом Јужне Африке 1909, Аргентине 1912, Канаде и Чилеа 1913, и Сједињених Држава 1914.
„Службени водич“ Спалдингове атлетске библиотеке из 1912. укључује информације о Олимпијским играма 1912. (резултати и приче), AAFA-и и FIFA-и. Председник FIFA 1912. био је Дан Б Вулфал. Даниел Барли Вулфол је био председник од 1906. до 1918. године.
Током Првог светског рата, са многим играчима посланим у рат, и могућност путовања због међународних утакмица била је озбиљно ограничена, опстанак организације је био под сумњом. После рата, након Вулфолове смрти, организацијом је руководио Холанђанин Карл Хиршман. Спашена је од изумирања, али по цену повлачења домаћих народа (Уједињеног Краљевства), који су као разлог навели неспремност да учествују у међународним такмичењима са својим непријатељима из Светског рата. Матичне нације су касније обновиле своје чланство. FIFA колекцију држи Национални музеј фудбала у Арбису у Манчестеру, Енглеска. Прво Светско првенство одржано је 1930. године у Монтевидеу у Уругвају.